# Liste der Monuments historiques in Audincourt
Die Liste der Monuments historiques in Audincourt führt die Monuments historiques in der französischen Gemeinde Audincourt auf.

## Liste der Immobilien
| Bezeichnung                 | Beschreibung                                                                 | Standort                 | Kennzeichnung | Schutzstatus | Datum | Bild           |
| --------------------------- | ---------------------------------------------------------------------------- | ------------------------ | ------------- | ------------ | ----- | -------------- |
| Château Thévenot            | Schloss, zweite Hälfte des 18. Jahrhunderts; mit Teilen der Innenausstattung | 8 rue du Puits (Lage)    | PA00101442    | Inscrit      | 1984  | weitere Bilder |
| Kirche Sacré-Coeur          | von 1949 bis 1951 erbaut, Architekt Maurice Novarina                         | Rue de Pauvrement (Lage) | PA00101443    | Classé       | 1996  | weitere Bilder |
| Kirche Immaculée-Conception | von 1929 à 1932 erbaut, Architekt Paul Bellot; mit den Nebengebäuden         | Rue du Presbytère (Lage) | PA25000065    | Classé       | 2013  | weitere Bilder |

## Liste der Objekte
| Bezeichnung                        | Beschreibung                                    | Standort                                     | Kennzeichnung | Schutzstatus | Datum | Bild |
| ---------------------------------- | ----------------------------------------------- | -------------------------------------------- | ------------- | ------------ | ----- | ---- |
| Skulptur Madonna mit Kind und Buch | Kalkstein, 14. Jahrhundert                      | in der Kirche Sacré-Coeur (Lage)             | PM25000056    | Classé       | 1985  |      |
| Wandteppich Eucharistie            | Tapisserie, um 1950, Entwurf Fernand Léger      | in der Kirche Sacré-Coeur (Lage)             | PM25001599    | Classé       | 1985  |      |
| Gemälde Abendmahl                  | Ölfarbe auf Leinwand, Ende des 19. Jahrhunderts | in der Kirche Immaculée-Conception (Lage)    | PM25001841    | Inscrit      | 1992  |      |
| Mosaik                             | Entwurf Fernand Léger, 20. Jahrhundert          | im Lycée professionnel Nelson Mandela (Lage) | PM25001842    | Inscrit      | 2001  |      |